# Beignet

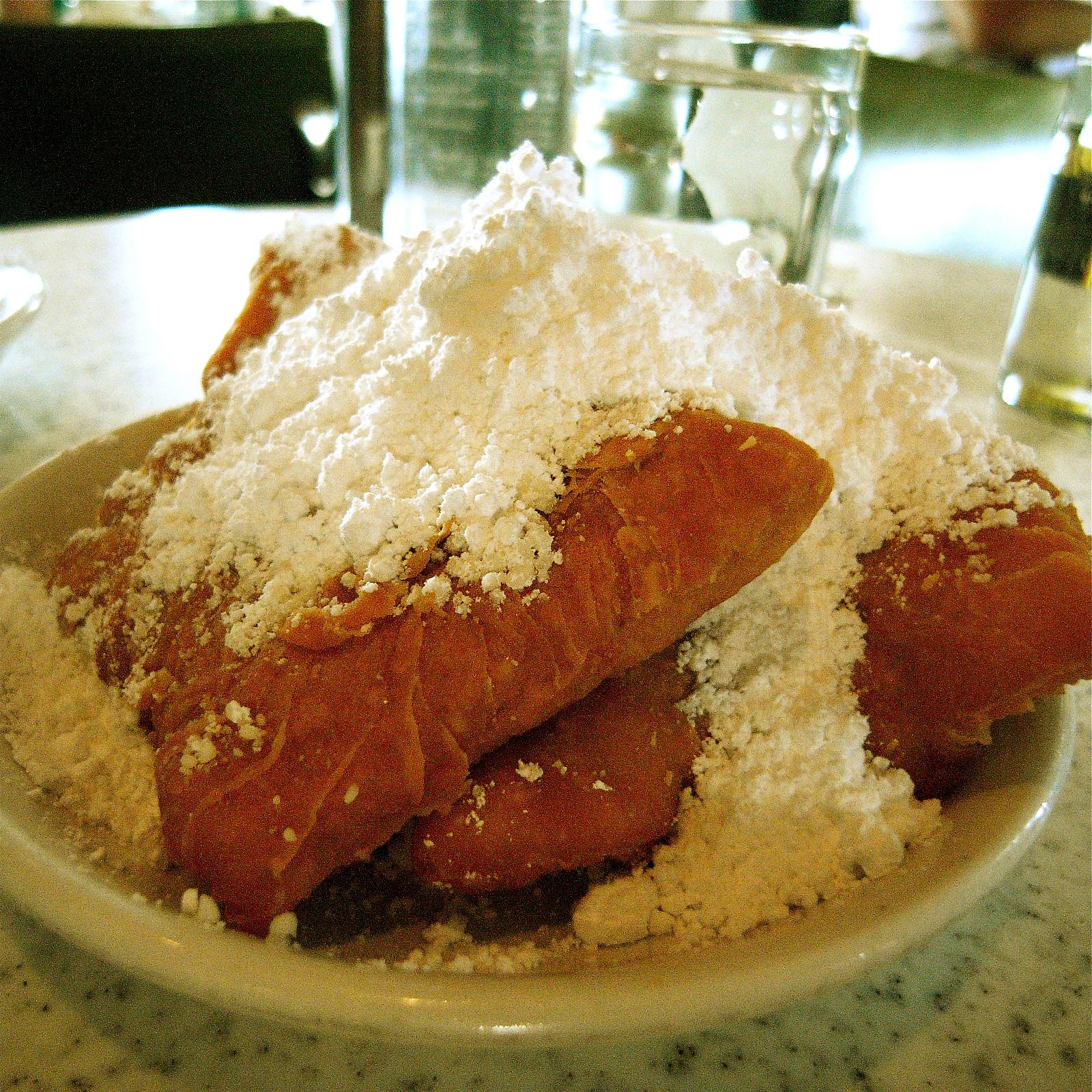
Beignets im Café du Monde in New Orleans

Beignet [bɛˈɲɛ] (engl. auch Fritters) ist international der Oberbegriff für jede Art von Fettgebackenem, das Obst, Fleisch, Gemüse oder gar keine Füllung enthalten kann. So werden beispielsweise die bekannten Krapfen aus dem Café du Monde in New Orleans als Beignets bezeichnet.
Im deutschsprachigen Raum sind mit dem Begriff Beignets meist Obstkrapfen gemeint, bei deren Herstellung verschiedene Fruchtstücke durch Brandmasse oder Hefeteig gezogen und frittiert werden.

## Beignets in Frankreich

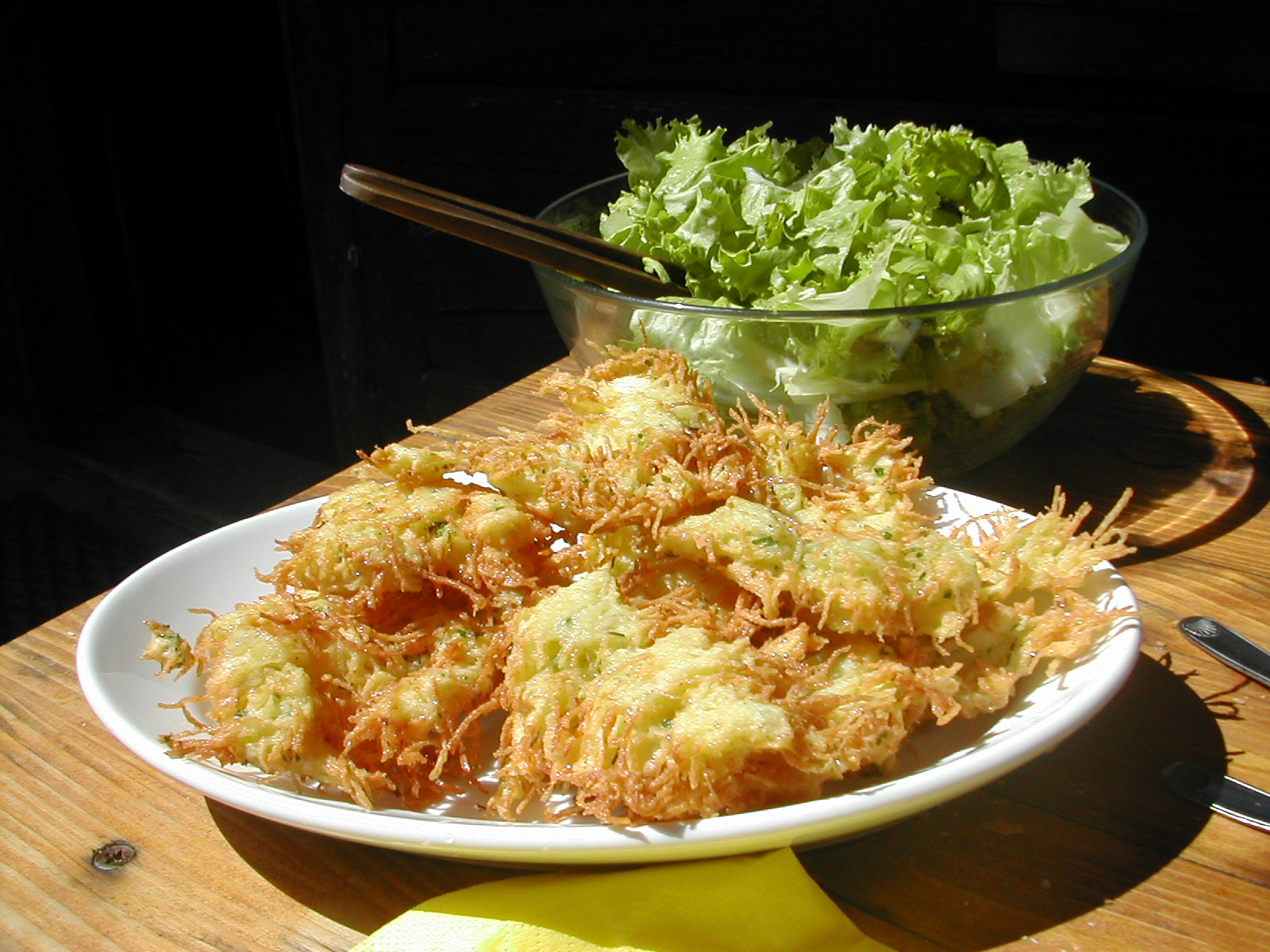
Kartoffel-Beignet in den Hochsavoyen

Die Bezeichnung „Beignet“ ist auch in Frankreich der Oberbegriff für eine große Vielfalt an Fettgebackenem, das dort aber mehr in der Form frittierter Teigtaschen erscheint. So gibt es Rezepte für Apfel-Beignets, Pilz-Beignets, Kartoffel-Beignets, Brokkoli-Beignets oder Zucchini-Beignets – und diese Speisen können in Frankreich in den verschiedenen Regionen wieder unterschiedliche Bezeichnungen wie Bugnes, Merveilles, Oreillettes, Beignets de Carnaval, Tourtisseaux, Corvechets, Ganses oder Nouets haben.
Auf Korsika werden mit Kastanienmehl hergestellte Beignets als Fritelli bezeichnet. Unter den verschiedenen Varianten der Beignets finden sich in Frankreich auch alle krapfenartigen Gebäcke wieder, unter anderem die Boule de Berlin (wörtlich „Berliner Ballen“), die dem Berliner Pfannkuchen entsprechen.